# فرودگاه کولومبوس-لووندس
فرودگاه کولومبوس-لووندس (به انگلیسی: Columbus-Lowndes County Airport) یک فرودگاه همگانی بهره‌برداری هوایی با کد یاتا UBS است که یک باند فرود آسفالت دارد و طول باند آن ۱۳۷۲ متر است. این فرودگاه در کشور ایالات متحده آمریکا قرار دارد و در ارتفاع ۵۷ متری از سطح دریا واقع شده‌است.